# ماء زهر البرتقال
| link = | هذه المقالة يمكن توسيعها اعتمادا على الترجمة في ويكيبيديا الإنجليزية. اضغط [هنا] للتعليمات. - تُعدُّ الترجمةُ الآليةُ من كوكل بمثابةِ نقطةِ انطلاقٍ مُفيدةٍ للترجمات، ولكن يَجبُ على المُترجمينَ مُراجعةُ الأخطاءِ الّتي قد تُصاحبُ الترجمةَ حسبَ الضرورة، والتأكيد على دقةِ الترجمة، بدلاً من مجردِ نسخِ النصِّ المُترجمِ آلياً إلى ويكيبيديا. - لا تُترجمِ النصَّ الذي يبدو غيرَ موثوقٍ أو مُنخفضَ الجودة. تَحقِّقْ من النص بالتأكدِ من المَراجعِ الواردةِ في المقالةِ باللغةِ الأجنبية «إذا كان ذلك مُمكناً». - يجب إضافة قالب {{صفحة مترجمة}} بعد الترجمة إلى صفحة نقاش المقالة لضمان الامتثال لحقوق النشر. - لمزيد من الإرشاد، انظر ويكيبيديا:ترجمة مقالات إلى العربية. |

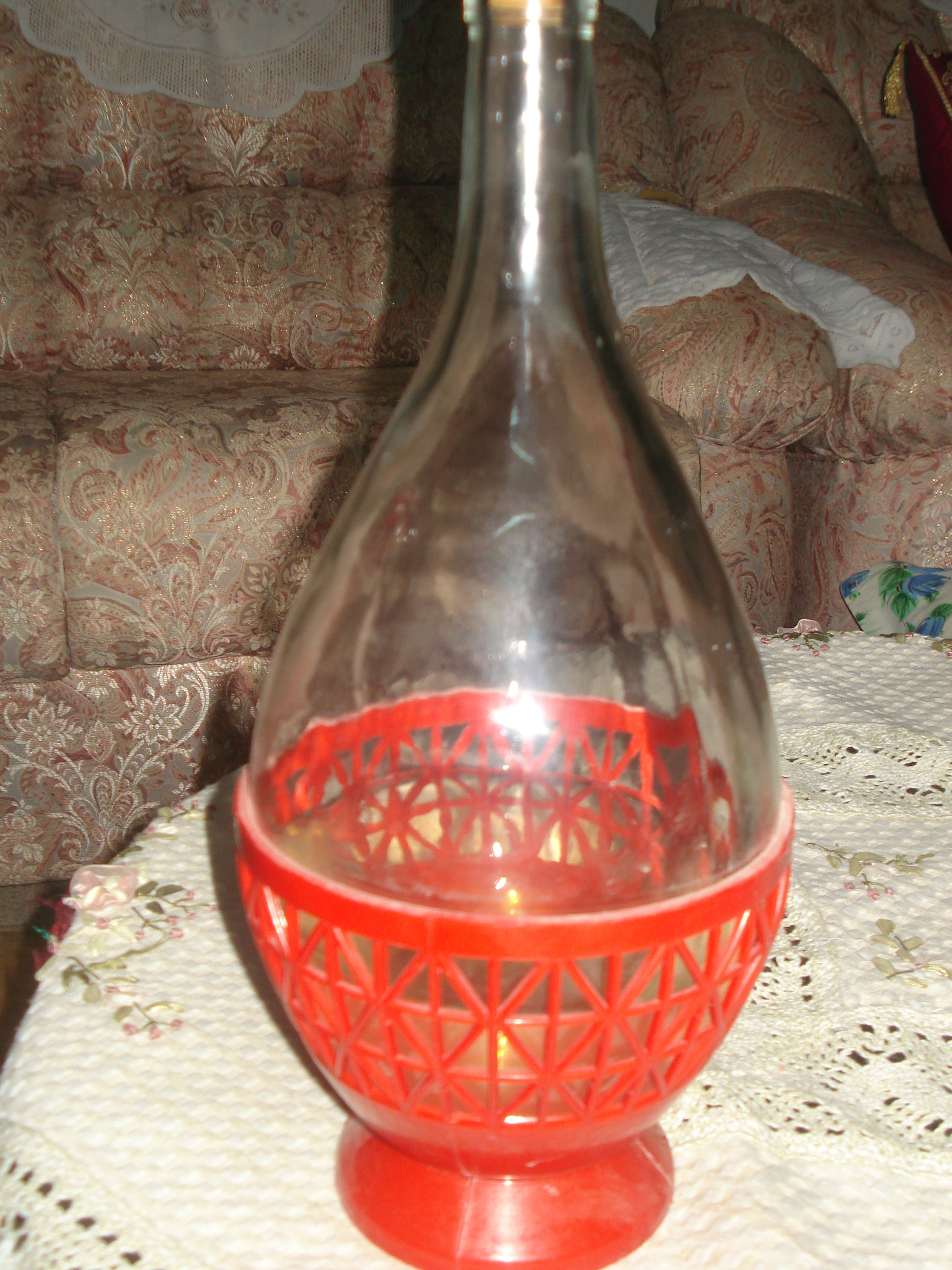
مِرَشَّةُ الزَّهْرِ أو الفاشكة (Fiasco). اشتق أسمها من الفلاكون (Flacon)

ماء زهر البرتقال هو مستخلص ماء زهور البرتقال أو الحوامض (وبالأخصّ الأبو صفير، أي الليمون البرّي المر كما هو معروفٌ في لبنان)، ويشتهر في تونس، والمغرب، والمشرق العربي وهو يختلف عن ماء الورد الذي هو مستخلص زهور الورد.
يستعمل ماء الزهر في المغرب وتونس في نوعين من الاستعمالات فنذكر:
أولا، كعطر أو ماء منعش يقدم إلى الضيف فيصب بعضه على الوجه أو اليدين، وهو يوضع في إناء فضي أو معدني له فم طويل وغالبا ما يكون في صينية الشاي.
ثانيا، يستعمل ماء الزهر في الحلويات التونسية وبالخصوص الحلويات التي تعتمد على اللوز إذ يتماشى مع طعمه. فنجده كذلك كمكون أساسي لمشروب اللوز. كما يستعمل في الطبخ المغربي .